# Eulalio González
Eulalio González Ramírez (Los Herreras, Nuevo León, 16 de diciembre de 1921-San Pedro Garza García, Nuevo León, 1 de septiembre de 2003), conocido como  El Piporro, fue un actor, comediante y cantante mexicano. Como intérprete, se especializó en el género de música norteña.

## Biografía y carrera
Eulalio González Ramírez nació en el municipio de Los Herreras ubicado en el estado mexicano de Nuevo León el 16 de diciembre de 1921, siendo hijo de Pablo González Barrera, empleado aduanal, y Elvira Ramírez González. Debido al trabajo de su padre, pasó su infancia viviendo en diversos sitios fronterizos del norte de México, y fue en Ciudad Guerrero (ahora bajo las aguas de la Presa Falcón), Tamaulipas donde tuvo su primer contacto con la radio, hecho que lo haría soñar con ser un famoso locutor. Ya en su juventud su padre lo anima a estudiar el bachillerato en medicina, carrera que abandona, cambiándola por la de contaduría, carrera de la que no obstante haberse titulado, nunca ejerció, pues su inquietud por el periodismo lo lleva a trabajar en periódico El Porvenir de Monterrey, como reportero y estenógrafo, cubriendo una nota para el diario en la estación de radio XEMR-AM. En diciembre de 1942 le llega la oportunidad de convertirse en locutor de la misma, así como de conducir algunos eventos en vivo, desde cenas de gala hasta funciones nocturnas de lucha libre. También fue locutor en la XEFB, igualmente en Monterrey.
Un fugaz paso por la XEQ hizo que uno de los programas donde participó se retransmitiera en XEW, lo que le llevó a abandonar el norte de la República para probar suerte en la capital. Las aspiraciones de Eulalio lo llevan a viajar en 1944 a la cosmopolita Ciudad de México para tratar de colocarse como anunciador en la entonces famosa "Voz de América Latina", la XEW, en donde fue aceptado pero no como locutor, sino como actor de radionovelas. A fines de la década de los 40 se hace una audición para interpretar un personaje llamado «El Piporro» en la serie radiofónica Ahí viene Martín Corona en la XEQ, protagonizada por el astro cinematográfico Pedro Infante, logrando rotundo éxito y adoptando Eulalio el mote con que sería popularmente conocido en su posterior carrera en el cine.
Poco tiempo después, fue el propio Pedro Infante quien presentó al Piporro junto con todo el elenco de la serie radiofónica en el Teatro Lírico para que la gente lo conociera tal y como era. Luego de esa temporada, vinieron las presentaciones en otros teatros de revista y posteriores actuaciones en el cine.
Es debido al éxito que tuvo la serie radiofónica Ahí viene Martín Corona, que el conocido productor y director Miguel Zacarías prepara la adaptación al cine en 1951, llevando nuevamente a Pedro Infante en el rol principal y a Sara Montiel como su contraparte femenina. El mismo Infante le consigue a Eulalio una prueba para que realizara el mismo personaje que interpretaba en radio, después de muchas dudas, pues se trataba de un personaje sesentón y el aspirante apenas llegaba a los 30 años de edad. Después de unos pequeños trucos de maquillaje y lograr un buen sketch, consiguió ser contratado para el film y su secuela filmada al mismo tiempo: El enamorado. Previamente Piporro había debutado en pequeñas intervenciones, la primera de ellas en 1950 en la cinta, La muerte enamorada. 

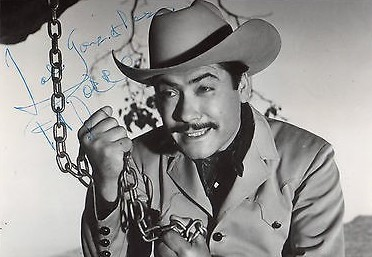
Piporro en una fotografía publicitaria, c. 1950s.

Después de sus afortunadas participaciones en las películas sobre “Martín Corona”, Piporro siguió su carrera con papeles de soporte en cintas como: El Mariachi desconocido (1953), que le permitió alternar con uno de los cómicos de mayor renombre de la época: Germán Valdés "Tin-Tan", la trilogía de aventuras sobre El águila negra (1954), estelarizadas por Fernando Casanova, Píntame angelitos blancos (1955), que le reportó una nominación al Ariel como actor de cuadro, así como tres participaciones más al lado de su mecenas y padrino artístico Pedro Infante: Cuidado con el amor (1954), Escuela de música (1955) y Los Gavilanes (1956). 
En 1955 tiene un primer acercamiento con el tipo de cine que lo haría mayormente popular, ya no como actor de reparto, sino como protagonista en los años 50 y 60. La cinta en cuestión fue Espaldas mojadas, por la que ganó el Ariel, siendo ésta la primera película del cine mexicano que tocó el tema de los migrantes indocumentados, el cual era poco conocido y tratado en esos años, hasta que en esta cinta se vio realmente la dura y penosa realidad de los migrantes al cruzar la frontera ilegalmente. Después de esta película participó en varias que trataban de rememorar los éxitos, muchas veces con poca fortuna, de la época de oro del cine mexicano (1936-1958), una de ellas la surrealista La nave de los monstruos (1960) de Rogelio A. González, junto a “La reina del cine fantástico” Lorena Velázquez, que terminó por ser de culto en fechas recientes; hasta que encontró la fórmula del éxito con una serie de filmes que trataban problemas fronterizos con los que se identificaban los habitantes del norte de México, así como los migrantes mexicanos en Estados Unidos; estas fueron El terror de la frontera (1963), El rey del tomate (1963), El bracero del año (1964) y El Pocho (1970), cinta que él mismo produce y dirige, siendo su única experiencia detrás de las cámaras. Esta película antes mencionada es una muy particular visión del sincretismo cultural y social del mundo al que deben enfrentarse los paisanos mexicanos que hacen vida más allá de la frontera del norte. 
Otra cinta de mucho éxito fue La valentina (1966), en la que llevaba como pareja femenina a María Félix y en donde colabora con el argumento. 

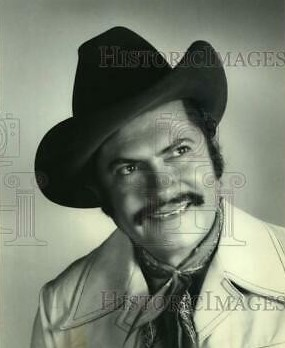
Piporro en 1976.

Después de filmar El pocho en 1970 (donde fungió como productor, director y actor), sufrió un boicot por parte de la Asociación de Productores Cinematográficos, retirándose casi seis años de los sets cinematográficos y enfocándose totalmente a sus presentaciones personales en televisión, plazas de toros, palenques y caravanas artísticas. Años después regresa con una estupenda comedia dirigida por Roberto Gavaldón, Las cenizas del diputado (1976), tal vez su última cinta importante. En algunas de las posteriores secundaba a cantantes populares, pero que no destacaban en la actuación, caso de Vicente Fernández, con quien hizo El macho (1987), El diablo, el santo y el tonto (1987) y Entre compadres te veas (1989), una nueva versión de la cinta Los tres alegres compadres (1952).
Su última película fue, Ni parientes somos (1990).

### Música
Entre sus interpretaciones y composiciones más famosas figuran: El taconazo, su canción más célebre y conocida por la cual fue conocido como: "El rey del taconazo", Agustín Jaime, Melitón el abusón, Rosita Alvirez, El Güero aventado, Don Baldomero, El cascarazo, El terror de la frontera, Lucio Vázquez, Borrachera, El ojo de vidrio, El gorgorello (esta canción la compuso especialmente para su padrino artístico Pedro Infante), Los ojos de Pancha, El siete vidas, Olé, ajúa y olé (canción escrita por su afición a la fiesta brava de los toros y su amistad con algunos toreros de la época), Natalio Reyes Colás, La estrea del desello, El muchacho alegre, El abuelo yeyé, Llegó borracho el borracho, Levantando polvadera, Gumaro Sotero, Simón Blanco, Eres casado, El perro negro, Corrido de Teodoro Godínez y Chulas fronteras, que fue una de sus canciones más emblemáticas y adoptada como casi un himno de la zona fronteriza norte de México. Grabó varios discos bajo los sellos discográficos Discos Musart y Discos Orfeón. 
Participó y encabezó algunas caravanas musicales a lo largo de la República Mexicana y Estados Unidos organizadas por la Cervecería Modelo-Corona y también en algunas emisiones televisivas de la entonces televisora Telesistema Mexicano, hoy Televisa, destacando la emisión "Programa Espectacular Domecq", programa cómico musical transmitido en 1972.

## Últimos años y muerte
En 1993, Piporro recibió la Presea Eduardo Arozamena por parte de la ANDA por sus 50 años de trayectoria artística y musical. Al año siguiente tiene una actuación especial en la telenovela Agujetas de color de rosa. En 1996 actúa en la obra de teatro Ajúa 400, con la que celebró los 400 años de la fundación de Monterrey. En 1999 presenta junto a editorial Diana su libro Autobiogr...ajúa! y anecdo...taconario, que relata con gracia y picardía su vida, su trayectoria artística, musical y cinematográfica. En febrero de 2003 también obtuvo el Premio Especial de la revista "Furia Musical" por su amplia trayectoria artística y musical, siendo su último reconocimiento en vida. (Un año antes este premio fue otorgado post mortem a su padrino artístico y mecenas Pedro Infante).

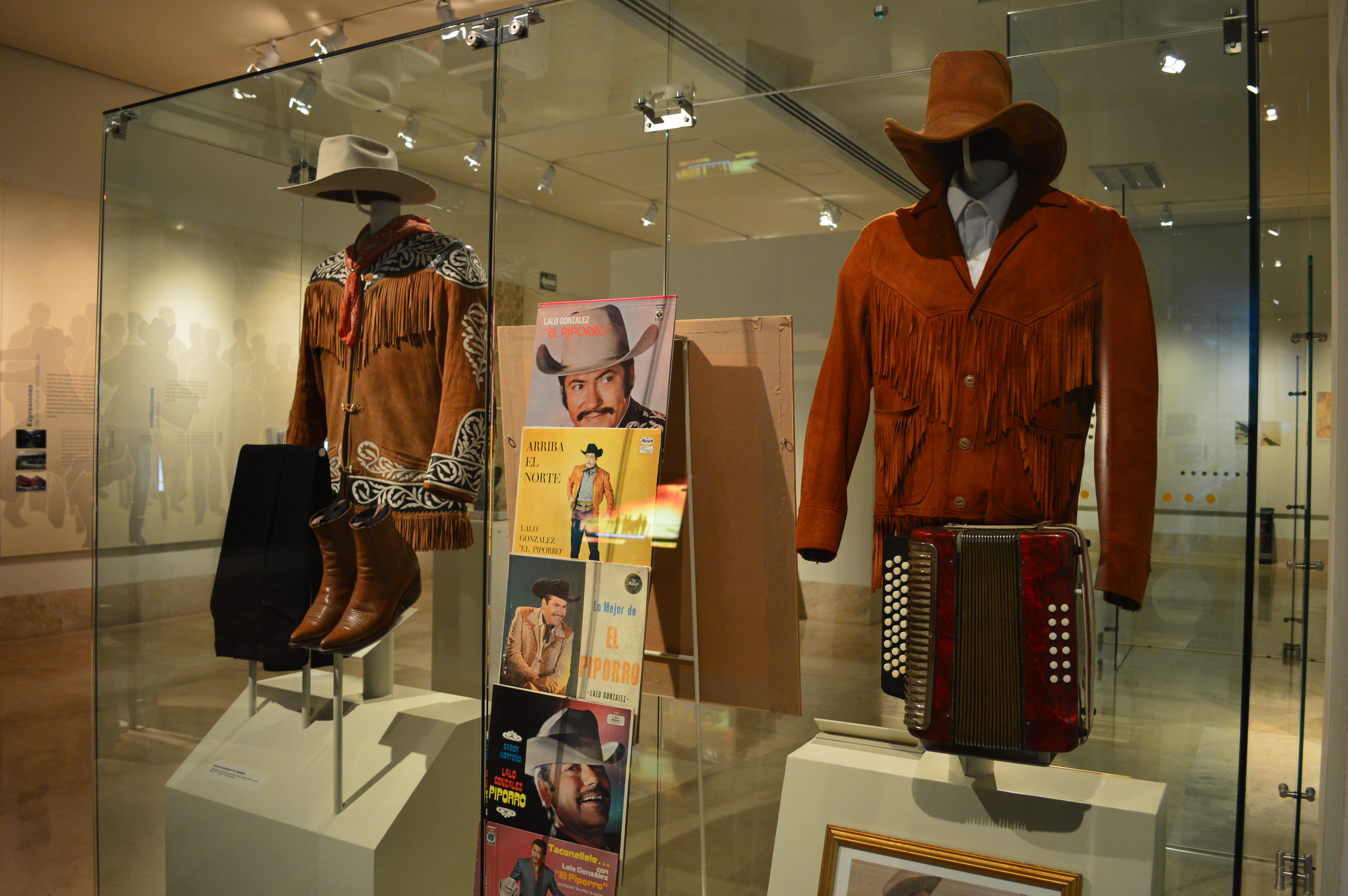
Exhibición dedicada a Piporro en el Museo del Noreste en Monterrey, fotografiada en 2013.

Eulalio González falleció el 1 de septiembre de 2003, en el transcurso de la madrugada, en su domicilio de la ciudad de Monterrey, Nuevo León, a causa de un infarto al miocardio. Un día antes había conducido un evento en el que le rindieron homenaje a sus amigos Manuel Esperón y Oscar Chávez en el Palacio de Bellas Artes de la Ciudad de México, siendo su última aparición en público.

## Filmografía

### Programas de televisión
- Programa Espectacular Domecq (1972)
- Noches Tapatías (1977)

### Películas
- La muerte enamorada (1951) - Médico 2
- Necesito dinero (1952) - Amigo de José Antonio
- Dancing, Salón de baile (1952) - Anunciador
- Ahí viene Martín Corona (1952) - El Piporro
- El enamorado (1952) - El Piporro
- Había una vez un marido (1953)
- Ahí vienen los gorrones (1953) - Comisario
- Sí, mi vida (1953)
- La extraña pasajera (1953) - Ferrocarrilero
- Tin Tan en la Habana (El mariachi desconocido) (1953) - Policía
- For Whom the Bulls Toil (doblaje para cortometraje de Walt Disney presents Goofy) (1953)
- La infame (1954)
- El águila negra (1954) - Pedro Artigas
- El águila negra en el tesoro de la muerte (1954) - Pedro Artigas
- Borrasca en las almas (1954) - Félix, tendero
- El águila negra en 'El vengador solitario' (1954) - Pedro Artigas
- Me gustan todas (1954) - Nicanor Guamúchil
- Píntame angelitos blancos (1954)
- Cuidado con el amor (1954) - Serafin Estrada
- Kid Tabaco (1955) - Anunciador
- Espaldas mojadas (1955) - Alberto Cuevas, ferrocarrilero
- Secreto profesional (1955) - Abogado defensor
- Escuela de música (1955) - Laureano Garza
- Los gavilanes (1956) - Andrés
- La Faraona (1956) - Felipe «Pipo»
- Los chiflados del rock and roll (1957) - Don Apolonio Aguilar
- Chistelandia (1958) - Voz
- La Nueva Chistelandia (1958) - Voz
- Los mujeriegos (1958) - Demetrio
- Maricruz (1958) - Don Fermín
- Échenme al gato (1958) - Comandante Hipólito Villarreal
- Tres desgraciados con suerte (1958) - Pelayo Redondo
- ¡Ay... Calypso no te rajes! (1958) - Lalo
- Mujeres encantadoras (1958) - Pelayo Redondo
- Los tres vivales (1958) - Eduardo Palomo
- Sueños de oro (1958) - Don Fermín
- Los santos reyes (1959) - Trinidad Reyes
- Acapulqueña (1959)
- ¡Me gustan valentones! (1959) - Rogelio
- Las coronelas (1959) - General del Hoyo
- Bendito entre las mujeres (1959) - Longinos Garza de la Garza
- Dos corazones y un cielo (1959) - Felipe Treviño
- La nave de los monstruos (1960) - Laureano Treviño Gómez
- Dos gallos en palenque (1960) - Lalo González «El Piporro»
- Calibre 44 (1960) - Lauro Ponce/El Tigre
- De tal palo tal astilla (1960) - Gumaro Malacara
- El padre Pistolas (1961) - Eulalio del Socorro «El Padre Pistolas»
- Escuela de valientes (1961) - Doroteo Tranquilo «El Tigre»
- Se alquila marido (1961) - Melitón
- Ruletero a toda marcha (1962) - Crisóstomo Garza González
- La sombra blanca (1963)
- El terror de la frontera (1963) - Martín Garrido/Ramón Garrido
- El rey del tomate (1963) - Librado Cantú Escamilla
- Torero por un día (1963) - Rufino Díaz «El Mil Faenas»
- Héroe a la fuerza (1964) - Cain/Abel
- El bracero del año (1964) - Natalio Reyes Colás
- Los tales por cuales (1965) - Inocente Pérez
- El tragabalas (1966) - Piporro de la Muerte «El Tragabalas»
- La Valentina (1966) - Genovevo Cruz García
- Alias, El rata (1966) - Timo «El Rata»
- Qué hombre tan sin embargo (1967) - Filomeno
- El pistolero desconocido (1967) - Comandante Romuano Tijerina
- El pocho (1970)
- Las cenizas del diputado (1976) - Teodoro Dimas Godínez
- Los hijos del diablo (1978) - Gumaro Cantú
- El fayuquero (1978)
- Viva el chubasco (1982) - Eulalio de la Garza
- Huevos rancheros (1982)
- Chile picante (1983)
- Hermelinda Linda (1984) (actuación especial)
- El macho (1987)
- El diablo, el santo y el tonto (1987)
- Entre compadres te veas (1989)
- Ni parientes somos - Contagio de amor (1990)

### Telenovelas
- Agujetas de color de rosa  (1994)

## Premios y nominaciones

### Premios Ariel
| Año  | Categoría       | Película                  | Resultado |
| ---- | --------------- | ------------------------- | --------- |
| 1955 | Actor de cuadro | Píntame angelitos blancos | Nominado  |
| 1956 | Actor de cuadro | Espaldas mojadas          | Ganador   |

### Diosa de plata, PECIME
| Año  | Categoría                  | Obra     | Resultado |
| ---- | -------------------------- | -------- | --------- |
| 1971 | Mejor actuación de comedia | El pocho | Ganador   |